# U-25
O Unterseeboot 25 foi um submarino alemão que serviu durante a Segunda Guerra Mundial. 
O submarino foi afundado no dia 1 de Agosto de 1940, no Atlântico Norte por uma mina naval aliada que havia sido lançada no mar. O afundamento causou a morte de toda a tripulação. 

## Comandantes
| Comandante             | Período                                       |
| ---------------------- | --------------------------------------------- |
| KrvKpt. Eberhard Godt  | 6 de Abril de 1936 - 3 de Janeiro de 1938     |
| Werner von Schmidt     | 3 de Janeiro de 1938 - 12 de Dezembro de 1938 |
| Kptlt. Otto Schuhart   | 10 de Dezembro de 1938 - 3 de Abril de 1939   |
| Georg-Heinz Michel     | 4 de Abril de 1939 - 4 de Setembro de 1939    |
| KrvKpt. Viktor Schütze | 5 de Setembro de 1939 - 19 de Maio de 1940    |
| Kptlt. Heinz Beduhn    | 20 de Maio de 1940 - 1 de Agosto de 1940      |

## Carreira

### Subordinação
| Período                                  | Flotilha                  |
| ---------------------------------------- | ------------------------- |
| 1 de Abril de 1936 - 1 de Agosto de 1940 | 2. Unterseebootsflottille |

### Patrulhas
|       | Comandante             | Partida     | Partida       | Chegada     | Chegada       | Dias     | Toneladas |
| ----- | ---------------------- | ----------- | ------------- | ----------- | ------------- | -------- | --------- |
| 1     | Kptlt. Viktor Schütze  | 18 Out 1939 | Wilhelmshaven | 19 Nov 1939 | Wilhelmshaven | 33 dias  | 5 874     |
| 2     | Kptlt. Viktor Schütze  | 13 Jan 1940 | Wilhelmshaven | 19 Fev 1940 | Wilhelmshaven | 38 dias  | 27 335    |
| 3     | KrvKpt. Viktor Schütze | 3 Abr 1940  | Wilhelmshaven | 6 Mai 1940  | Wilhelmshaven | 34 dias  |           |
| 4     | Kptlt. Heinz Beduhn    | 8 Jun 1940  | Wilhelmshaven | 29 Jun 1940 | Wilhelmshaven | 22 dias  | 24 684    |
| 5     | Kptlt. Heinz Beduhn    | 1 Ago 1940  | Wilhelmshaven | 1 Ago 1940  | afundado      | 1 dia    |           |
| Total | Total                  | Total       | Total         | Total       | Total         | 128 dias | 57 893 t  |

### Sucessos
| Data        | Comandante     | Nome da Embarcação    | Toneladas | Nacionalidade |
| ----------- | -------------- | --------------------- | --------- | ------------- |
| 31 Out 1939 | Viktor Schütze | Baoulé                | 5 874     | França        |
| 17 Jan 1940 | Viktor Schütze | Enid                  | 1 140     | Noruega       |
| 17 Jan 1940 | Viktor Schütze | Polzella              | 4 751     | Reino Unido   |
| 18 Jan 1940 | Viktor Schütze | Pajala                | 6 873     | Suécia        |
| 22 Jan 1940 | Viktor Schütze | Songa                 | 2 589     | Noruega       |
| 3 Fev 1940  | Viktor Schütze | Armanistan            | 6 805     | Reino Unido   |
| 13 Fev 1940 | Viktor Schütze | Chastine Mærsk        | 5 177     | Dinamarca     |
| 13 Jun 1940 | Heinz Beduhn   | HMS Scotstoun         | 17 046    | Royal Navy    |
| 19 Jun 1940 | Heinz Beduhn   | Brumaire (danificado) | 7 638     | França        |
| Total       | Total          | Total                 | 57 893    |               |